# Окіл фон Неймана

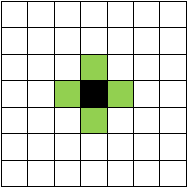
Окіл фон Неймана 1-го порядку

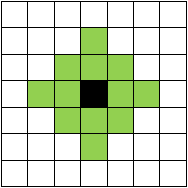
Окіл фон Неймана 2-го порядку

Окіл фон Неймана (англ. von Neumann neighborhood) — сукупність чотирьох клітин на квадратному паркеті, що мають спільну сторону з даною клітиною. Термін отримав назву на честь Джона фон Неймана, який використав її у своїх клітинних автоматах, зокрема в універсальному конструкторі. Окіл фон Неймана і окіл Мура найчастіше застосовуються в двовимірних моделях клітинних автоматів.
Поняття може бути узагальнене на випадок довільного числа вимірів: наприклад, околиця фон Неймана кубічної комірки в тривимірному кубічному клітинному автоматі складається з шести осередків, що мають з нею спільну грань.